# گی پریلا
گی پریلا (فرانسوی: Guy Périllat‎؛ زادهٔ ۲۴ فوریه ۱۹۴۰) اسکی‌باز آلپاین اهل فرانسه است.
وی همچنین برندهٔ جوایزی همچون لژیون دونور (شوالیه) و لژیون دونور (افسر) شده‌است.
وی در مسابقات کشوری و بین‌المللی در مجموع برندهٔ ۲ مدال طلا، ۳ مدال نقره، ۱ مدال برنز شده‌است.